# Комкук
Комкук (кор. 곰국), также комтхан (кор. 곰탕) — одно из блюд корейской кухни, разновидность супов, обозначаемых словом «тхан». Готовится из говядины: рёбер, хвоста, корейки, головы и костей продолжительным вывариванием на медленном огне. Бульон комкука имеет молочно-белый цвет и насыщенный вкус.

## Разновидности

### Региональные
- Хёнпхун комтхан — специализация района Хёнпхун. Бульон готовят из бычьего хвоста, корейки, ноги и внутренностей[3].
- Наджу комтхан. Бульон получил название от места своего происхождения — города Наджу, для которого данный продукт является традиционной местной «изюминкой». В бульон добавляют готовое мясо с голяшки и корейку[4].

### По основному ингредиенту
- Саголь комтхан (사골곰탕): говяжья нога
- Ккори комтхан (꼬리곰탕): бычий хвост[5]
- Тхоран комтхан (토란곰탕): корейка и торан
- Соллонтхан (설렁탕): бычья нога. Соллонтхан подают с сомёном и ломтиками говядины, посыпанным зелёным луком и чёрным перцем. Вместо лапши может содержать рис[6].
- Кальбитхан (갈비탕): кальби (рёбра на гриле)
- Юккэджан (육개장): комтханъ со специями
- Тоганитхан (도가니탕): хрящ говяжей ноги
- Чхупхотхан (추포탕): перилла[7]

### Без говядины
- Камульчхи комтхан: змееголовая рыба, имбирь, клейкий рис, женьшень, зизифус.
- Самгетхан (삼계탕): курица, женьшень, зизифус, чеснок, каштаны.
- Камджатхан (감자탕): острый суп со свиным позвоночником, картофелем и острым перцем.
- Чумунджин мульгомтхан (주문진 물곰탕): региональная кухня Чумунчина (Каннын). В состав входит мясо мурены, кимчхи, зелёный лук[8].